# 지리 갤럭시
중국의 자동차 제조사인 지리자동차의 산하 신에너지 차량(NEV) 전문 브랜드이다.

## 역사
저장지리홀딩그룹의 자회사로 분류되어 있으며, 2023년 2월 중국 저장성 항저우에서 처음 공개되었다. 저가 라인업인 지오메트리와 고급 라인업인 지커의 간극을 메우기 위한 포지션으로 활용되고 있다. 첫 차량인 L7이 공개 행사 때 갤럭시 라이트 컨셉트카와 함께 공개되었고 같은 해 청두 모터쇼 때 L6가 공개되었다. 이후 첫 컨셉트카를 기반으로 한 E8이 이듬해 1월부터 판매되기 시작했다.
여담으로, 공개 이후 창안자동차에서 표절 시비에 휘말린 바 있었다. 이들은 지리 갤럭시 라이트 컨셉트카가 여러 창안 차량의 여러 디자인 특징을 따왔다고 주장했으나, 지리자동차 측에서는 잘못된 정보라 규정하고 맞대응을 했다고.
2025년까지 7대의 차량 라인업을 확보할 것으로 보인다.
2024년 10월, Geely Xingyuan 출시 당시 Geely Auto Group CEO Gan Jiayue는 지오메트리가 Geely Galaxy와 합병되었다고 발표했다. Geely Galaxy 브랜드와 딜러 네트워크 내에서 Geome은 "스마트 부티크 소형차 시리즈"로 자리 매김했다.

## 생산차량

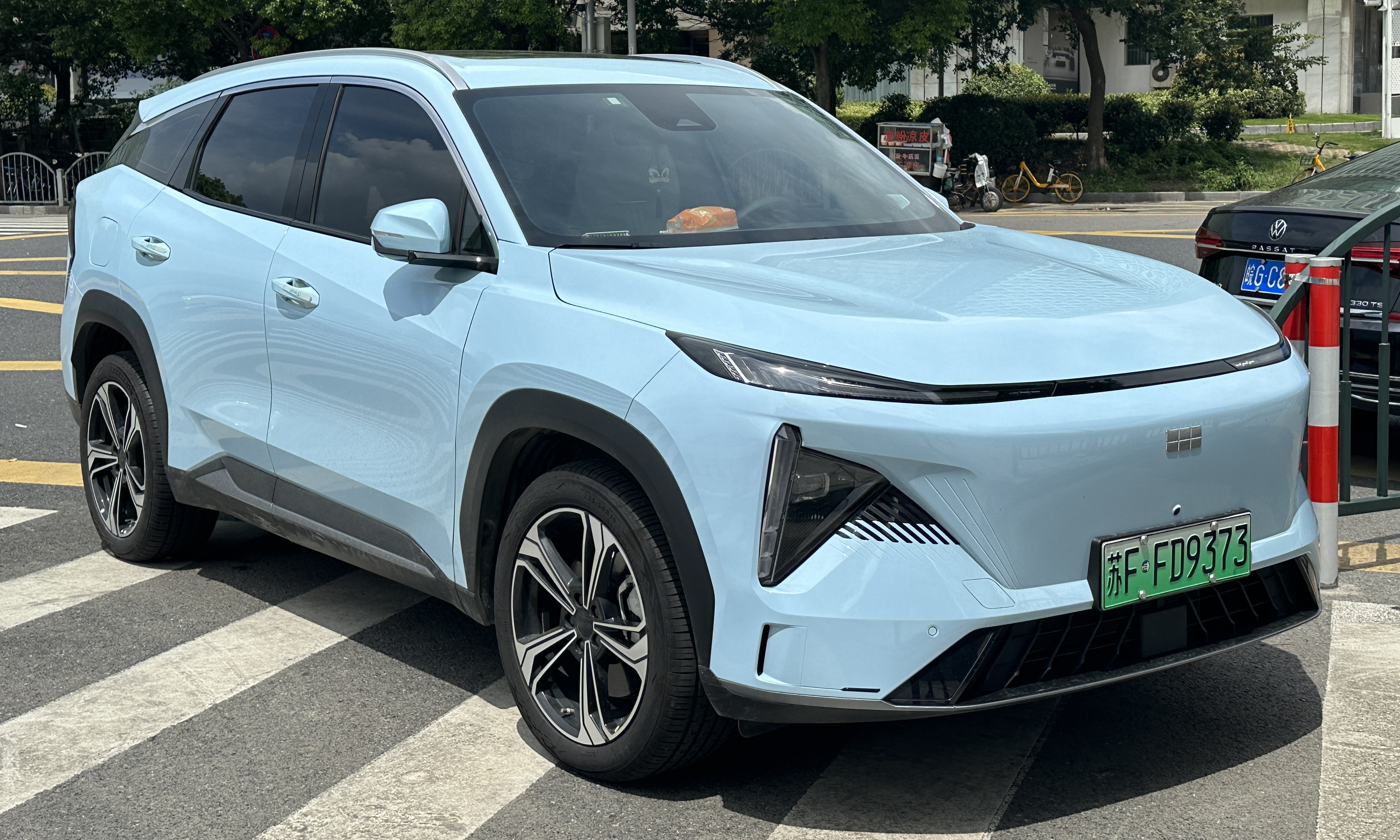
지리 갤럭시 L7
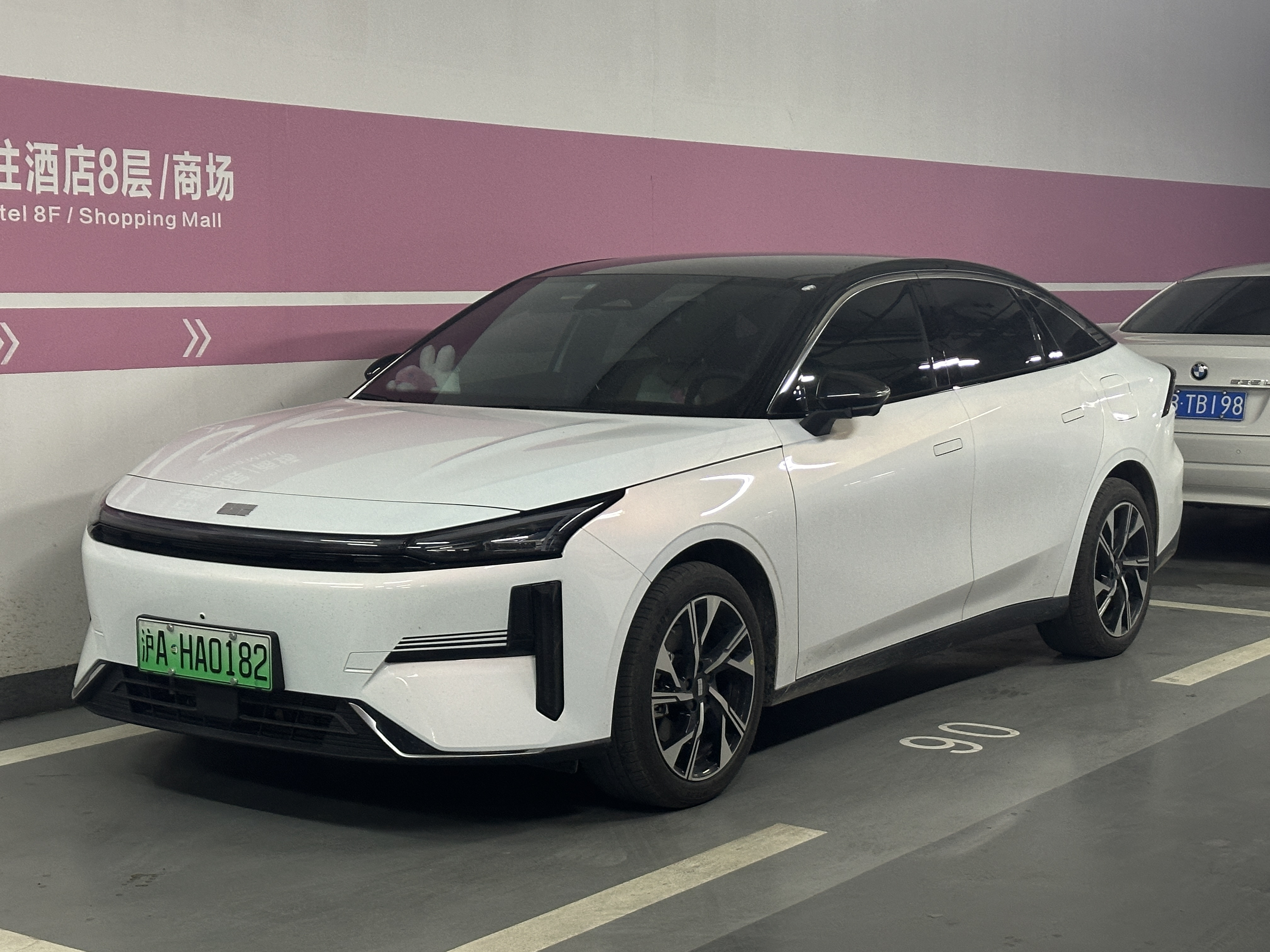
지리 갤럭시 L6
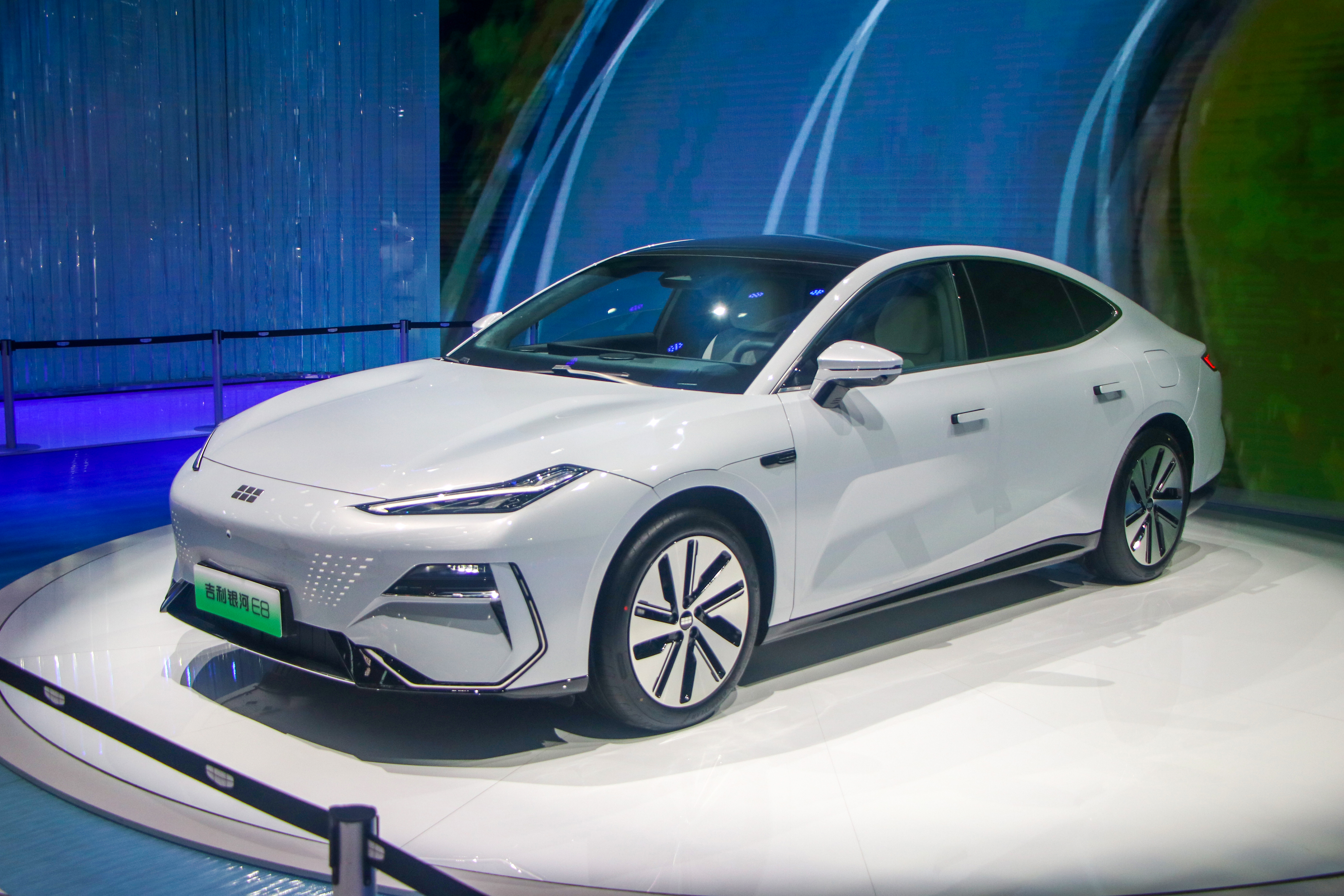
지리 갤럭시 E8
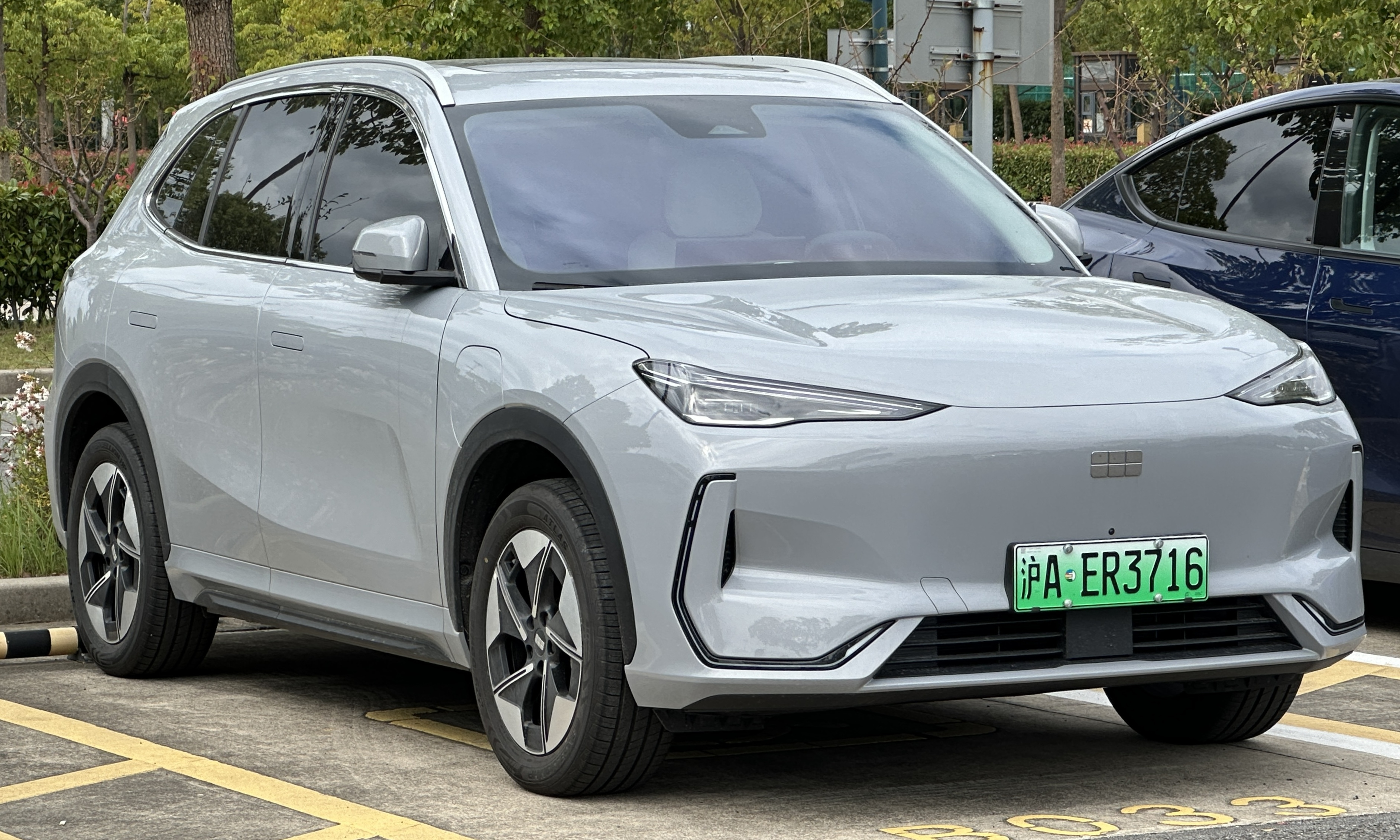
지리 갤럭시 E5

```
* 
L7

* 
L6

* 
E8

* 
E5
```

- 지리 갤럭시 L7
- 지리 갤럭시 L6
- 지리 갤럭시 E8
- 지리 갤럭시 E5

## 참고문헌
1. ↑  Kang, Lei (2023년 2월 24일). “Geely officially launches Galaxy lineup, to roll out 7 models by 2025” (미국 영어). 2024년 10월 19일에 확인함.
2. ↑  “吉利几何品牌正式并入银河_新闻_新出行”. 《www.xchuxing.com》. 2024년 10월 9일에 확인함.